# Shu Uemura (cosmétique)
 (août 2018).
Si vous disposez d'ouvrages ou d'articles de référence ou si vous connaissez des sites web de qualité traitant du thème abordé ici, merci de compléter l'article en donnant les références utiles à sa vérifiabilité et en les liant à la section « Notes et références ».
Shu Uemura est une société de cosmétiques créée en 1972 par Shu Uemura, maquilleur de formation, et propriété du groupe L'Oréal depuis 2003.

## Historique
(août 2018).
- 1955-1960 : Shu Uemura est maquilleur à Hollywood.
- 1965 : fondation de Shu Uemura Make Up Institute, école de maquillage au Japon.
- 1967 : création de la société de produits cosmétiques Japan Makeup.
- 1972 : création de la marque Shu Uemura.
- 1982 : Japan Makeup devient Shu Uemura Cosmetics.
- 1983 : première boutique Shu Uemura à Omotesando (Tokyo).
- 1985 : ouverture de la première boutique hors Japon, à Hong Kong.
- 1986 : création de Shu Uemura Paris (siège européen et boutique du boulevard Saint-Germain), des boutiques de Los Angeles, Taiwan, Milan, Singapour et Londres.
- 1996 : ouverture de la filiale américaine, Nobara Inc. et de la boutique de SoHo.
- 2000 : premier accord avec L'Oréal au terme duquel le groupe prend une participation de 35 % de Shu Uemura au Japon et 100 % des activités internationales.
- 2003 : accord définitif avec L'Oréal au terme duquel le groupe devient majoritaire dans la société Shu Uemura Cosmetics.